# 加藤真輝子
加藤 真輝子（かとう まきこ、1985年7月10日 - ）は、元テレビ朝日アナウンサー。

## 来歴
岩手県出身。久慈市で生まれ、小学校3年から高校3年までの10年間、盛岡市で暮らした。岩手県立盛岡第一高等学校、お茶の水女子大学文教育学部人間社会学科卒業。
2009年4月1日にアナウンサーとしてテレビ朝日に入社。4月6日『やじうまプラス』の気象キャスターとしてデビュー。平日同時間帯の天気を局アナが担当するのは、『やじうまワイド』時代の龍円愛梨以来8年半ぶりのことであった。
2009年9月27日の『島田紳助の想い出オークション』でバラエティ番組デビュー。
2015年7月10日、同期入社の社員と結婚。
2017年3月31日、第1子妊娠を発表し、出産準備のため6年間担当した『スーパーJチャンネル』を卒業。
2019年4月、産前産後休業から復職した。
2020年8月7日、第2子妊娠が公表される。
2022年7月、産前産後休業から復職した。
2024年12月末を以てアナウンサーを引退し、16年間在職した同局を退職することが明らかにされた。退職後の加藤は専業主婦として家庭に専念する意向であると伝えられる。

## 人物

### 趣味
- ヨガ、海外旅行、お酒、掃除[1]
- 一人でラーメンやつけ麺を食べに行ったり、居酒屋へ行くことがリフレッシュとなっている[7]。

### 特技
- モダンダンス[1] - 小学生から11年間に亘りモダンダンスを習っていた。

## 過去の出演番組
報道・情報番組
| 期間           | 期間         | 番組名                                | 役職 |
| -------------- | ------------ | ------------------------------------- | --- |
| 2009年4月      | 2010年9月    | やじうまプラス                        | 平日気象情報担当 ※第1部（5:25 - 6:00）第2部（6:00 - 8:00）にいずれも同局入社6日目から出演、同日の交通情報も兼務 |
| 2010年10月     | 2011年3月    | やじうまテレビ!                       | 平日メインキャスター                                                                                            |
| 2010年12月31日 | 2011年1月1日 | そうだったのか!池上彰の学べるニュース | 『年またぎ6時間半スペシャル!!』質問受付センター担当                                                             |
| 2011年4月      | 2017年3月    | スーパーJチャンネル                   | 月～水曜日サブキャスターおよび木・金曜日フィールドリポーター                                                    |
| 2016年4月8日   | 2016年4月8日 | ANNニュース&スポーツ                  | ニュースパートキャスター                                                                                        |

バラエティ・特別番組・その他
- 島田紳助の想い出オークション（2009年9月27日） - アシスタント
- はい!テレビ朝日です（2010年4月4日、8月1日） - サブ司会
- 上田ちゃんネル 24時間ぐらい生TV2010（CSテレ朝チャンネル、2010年4月17日 - 18日） - アシスタント
- さきっちょ☆（2010年5月5日 - 10月26日） - 進行
- オードリー春日のカスカスTV（2ndシーズン）（2010年12月24日）カスデミー賞プレゼンター（CSテレ朝チャンネル）
- ワシvsタカどこが違う?境界線を発表!!（2011年3月1日） - アシスタント
- ロンドンハーツ（2012年9月4日） - アシスタント
- ソフトくりぃむ（2011年10月4日 - 2012年3月27日） - アシスタント
- テレ朝チャンネルニュース（CSテレ朝チャンネル）※BS朝日の『News Access』と同形態の番組
- News Access(BS朝日、2023年1月6日、16:54-56)
- BS/CS1654ニュース（金曜、2022年7月 - ）

## 同期アナウンサー
- 板倉朋希
- 宇賀なつみ（2019年3月退社）
- 三上大樹（2024年10月に死去）